# Seyi Olofinjana
Oluwaseyi « Seyi » Olofinjana est un footballeur nigérian né le 30 juin 1980 à Lagos. Il est milieu de terrain défensif à IK Start. Il a participé à la Coupe d'Afrique des nations 2008 avec l'équipe du Nigeria. Sa première sélection avec le Nigeria a eu lieu en juin 2000 contre le Malawi.
Il réussit des études en chimie et obtient un diplôme en génie chimique à l'université de Technologie de Ladoke Akintola.

## Carrière

### En club
- 1999-jan. 2003 : Kwara United ( Nigeria)
- jan. 2003-2004 : SK Brann ( Norvège)
- 2004-2008 : Wolverhampton Wanderers ( Angleterre)
- 2008-2009 : Stoke City ( Angleterre)
- 2009-2014 : Hull City ( Angleterre)
  - 2010-2011 : Cardiff City ( Pays de Galles) (prêt)
  - mars 2013-2014 : Sheffield Wednesday ( Angleterre) (prêt)
- depuis 2014 : IK Start ( Norvège)

#### Début de carrière
Seyi Olofinjana est né à Lagos au Nigeria et, alors qu'il fait des études à l'université technologique Ladoke Akintola, il joue au club amateur de Crown FC. Il est ensuite recruté par Kwara United, qui évolue en première division nigériane. C'est l'époque à laquelle il connaît ses premières sélections en équipe nationale. C'est ainsi que, en juin 2000, il honore sa première sélection à l'occasion d'un match amical contre le Malawi, remporté 3-2.

#### SK Brann
À l'issue de ses études et après l'obtention de son diplôme, Olofinjana signe au club norvégien du SK Brann en 2003. Il y demeure une saison et demie et est, dans le même temps, dans l'équipe nigériane qui joue la Coupe d'Afrique des nations en 2004 en Tunisie. Lors de cette compétition, le Nigeria termine troisième.

#### Wolverhampton Wanderers

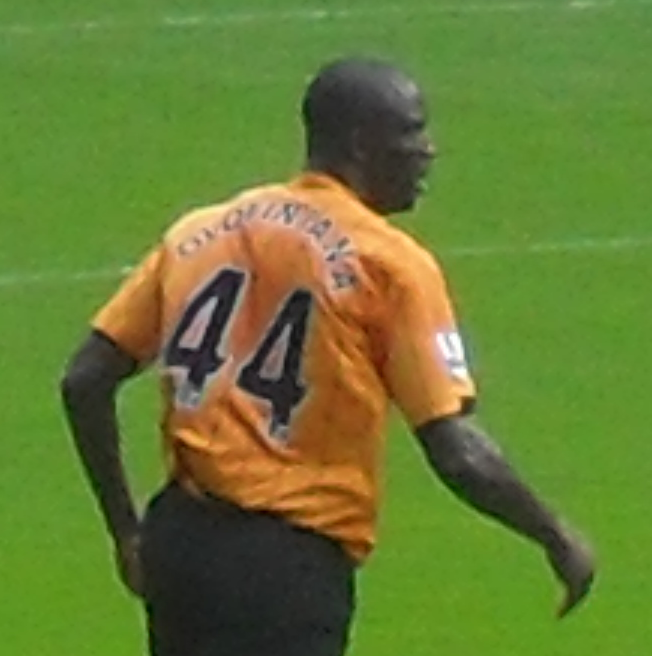
Olofinjana sous le maillot de Wolverhampton.

En juillet 2004, il est recruté pour une somme de 1,7 million de £ par le club de Wolverhampton Wanderers tout juste relégué de Premier League anglaise. Il obtient immédiatement une place de titulaire mais connaît de problèmes de méforme. À l'automne 2005, une blessure du dos le contraint à mettre un terme à sa saison et à être forfait pour la Coupe d'Afrique des nations de 2006.
Lors de la saison 2006-2007 du championnat de deuxième division, il termine meilleur buteur de la compétition avec 9 buts inscrits, alors que Wolverhampton joue les play-offs pour l'accession en Premier League, mais ne parvient pas à obtenir la promotion. Son rendement est amoindri la saison suivante (il n'inscrit que 3 buts en championnat) et participe à la Coupe d'Afrique des nations de 2008 où le Nigeria est éliminé en quarts de finale.

#### Stoke City

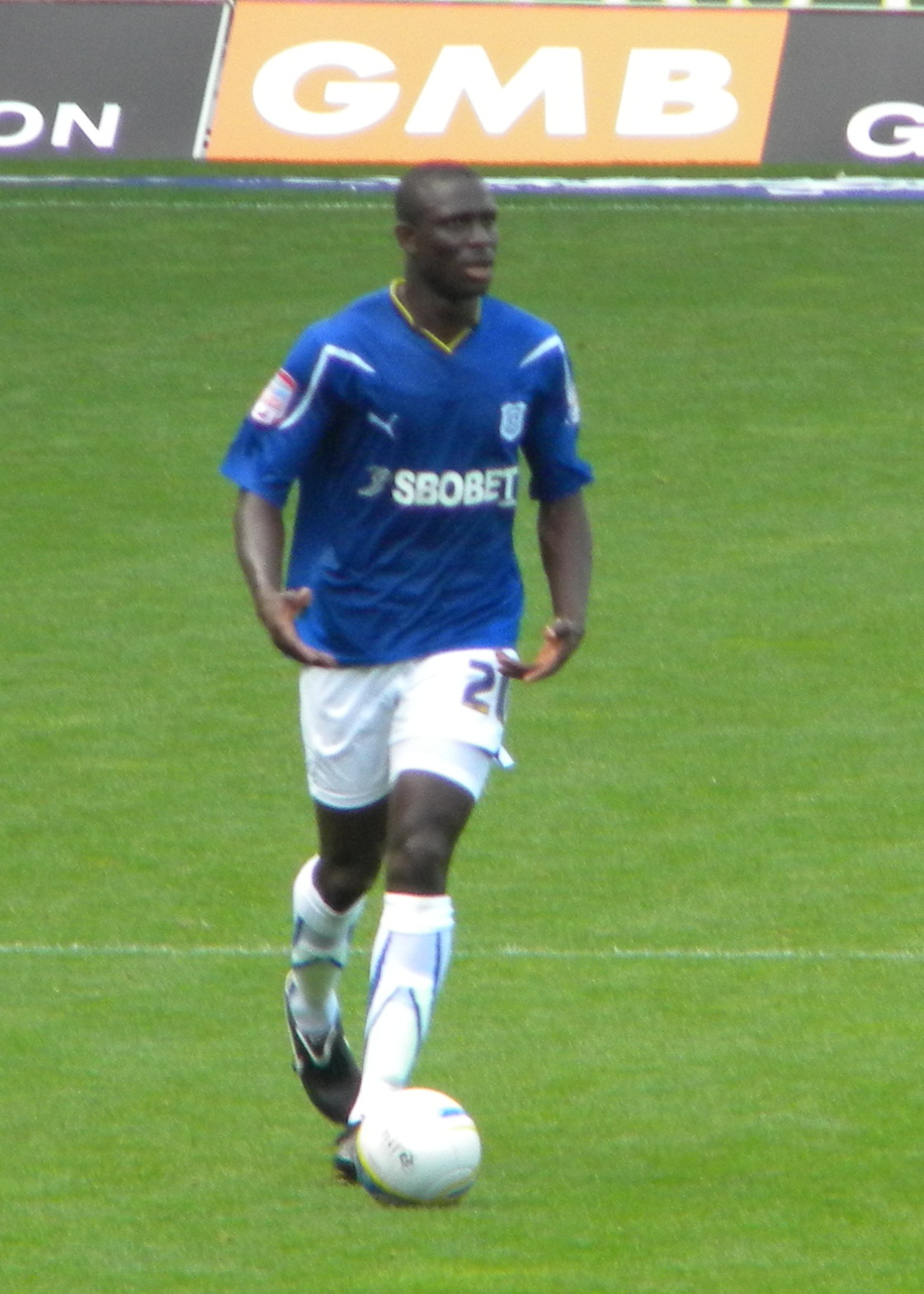
Olofinjana sous le maillot de Cardiff (septembre 2010).

À l'été 2008, alors que Wolverhampton n'a pu atteindre les plays-off du dernier championnat, Olofinjana signe pour 4 saisons et pour un montant de 3 millions de £ au club de Stoke City qui joue en Premier League. Il inscrit son premier but en Premier League le 8 septembre 2008 lors du match Stoke City-Everton, mais ne parvient pas à s'imposer dans l'équipe. À la fin de la saison, Stoke City trouve un accord avec le club français de l'AS Monaco pour un montant de 2,5 millions de £, mais Monaco ne parvient à trouver un accord avec Olofinjana qui finit par signer pour la formation anglaise de Hull City pour 3 millions de £.

#### Hull City
Olofinjana inscrit pour Hull son premier but en novembre 2009 lors d'un match contre son ancien club, Stoke City (remporté 2-1). Mais il n'est pas titulaire et, à la fin de la saison, Hull le prête pour une saison au club gallois de Cardiff City, qui joue une division plus bas, en Championship.

#### Cardiff City
Le 10 août 2010, Olofinjana est prêté pour une saison à Cardiff City. Il est titulaire dans l'équipe dès le début de la saison. Il inscrit son premier but face à Hull City, son club propriétaire, lors d'une rencontre de Championship, Cardiff-Hull (2-0) le 11 septembre 2010.

### Statistiques
Le tableau ci-dessous présente les statistiques saison par saison de Seyi Olofinjana.
| Saison      | Club                    | Pays                    | Championnat        | Coupes nationales | Coupes continentales | Sélection Nigeria         |
| ----------- | ----------------------- | ----------------------- | ------------------ | ----------------- | -------------------- | ------------------------- |
| 1999 - 2000 | Kwara United            | Nigerian Premier League |                    |                   |                      |                           |
| 2000 - 2001 | Kwara United            | Nigerian Premier League |                    |                   |                      |                           |
| 2001 - 2002 | Kwara United            | Nigerian Premier League |                    |                   |                      | -                         |
| 2002 - 2003 | Kwara United            | Nigerian Premier League |                    |                   |                      | -                         |
| 2003        | SK Brann                | Eliteserien             | 24 matchs / 9 buts | -                 | -                    | 5 matchs + 1 match amical |
| 2004        | SK Brann                | Eliteserien             | 9 matchs / 2 buts  | -                 | -                    | -                         |
| 2004 - 2005 | Wolverhampton Wanderers | Championship            | 42 matchs / 5 buts | 4 matchs          | -                    | -                         |
| 2005 - 2006 | Wolverhampton Wanderers | Championship            | 13 matchs          | 1 match           | -                    | 3 matchs                  |
| 2006 - 2007 | Wolverhampton Wanderers | Championship            | 46 matchs / 9 buts | 4 matchs / 1 but  | -                    | 6 matchs                  |
| 2007 - 2008 | Wolverhampton Wanderers | Championship            | 36 matchs / 3 buts | 1 match           | -                    | 3 matchs                  |
| 2008 - 2009 | Stoke City              | Premier League          | 18 matchs / 2 buts | 3 matchs          | -                    | 3 matchs                  |
| 2009 - 2010 | Hull City               | Premier League          | 19 matchs          | -                 | -                    | 3 matchs + 1 match amical |
| 2010 - 2011 | Cardiff City            | Championship            | 41 matchs / 6 buts | 1 match           | -                    | -                         |

Dernière mise à jour : 17 mai 2011